# デング熱の流行

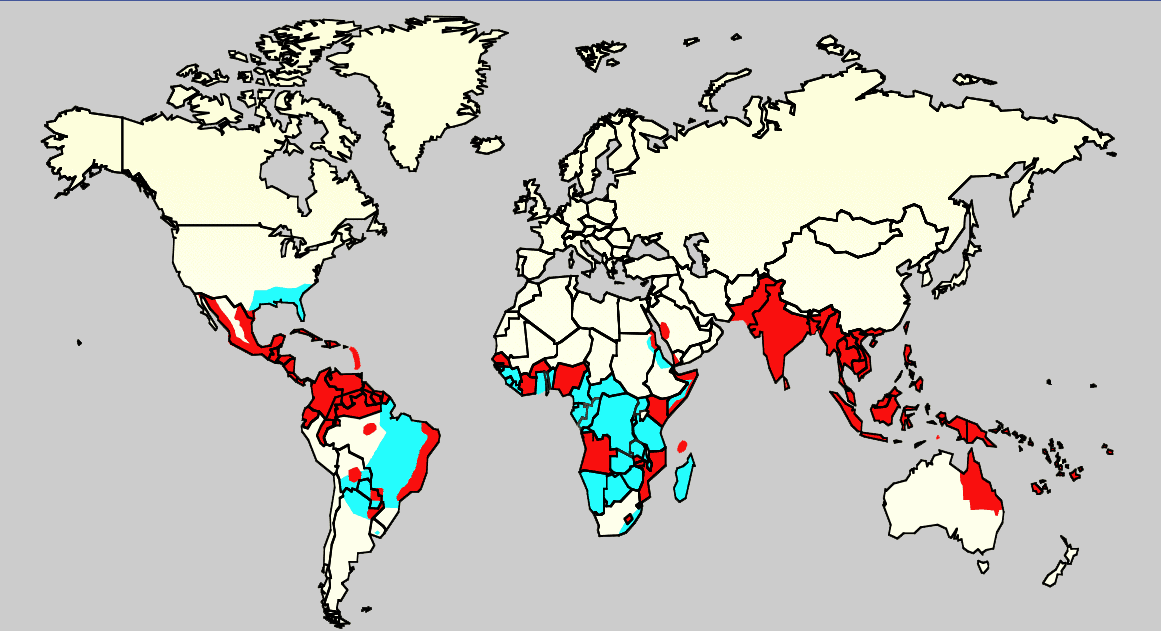
デング熱の分布（2006年時点）
赤: デング熱の流行地域とネッタイシマカの生息域
青: ネッタイシマカの生息域のみ

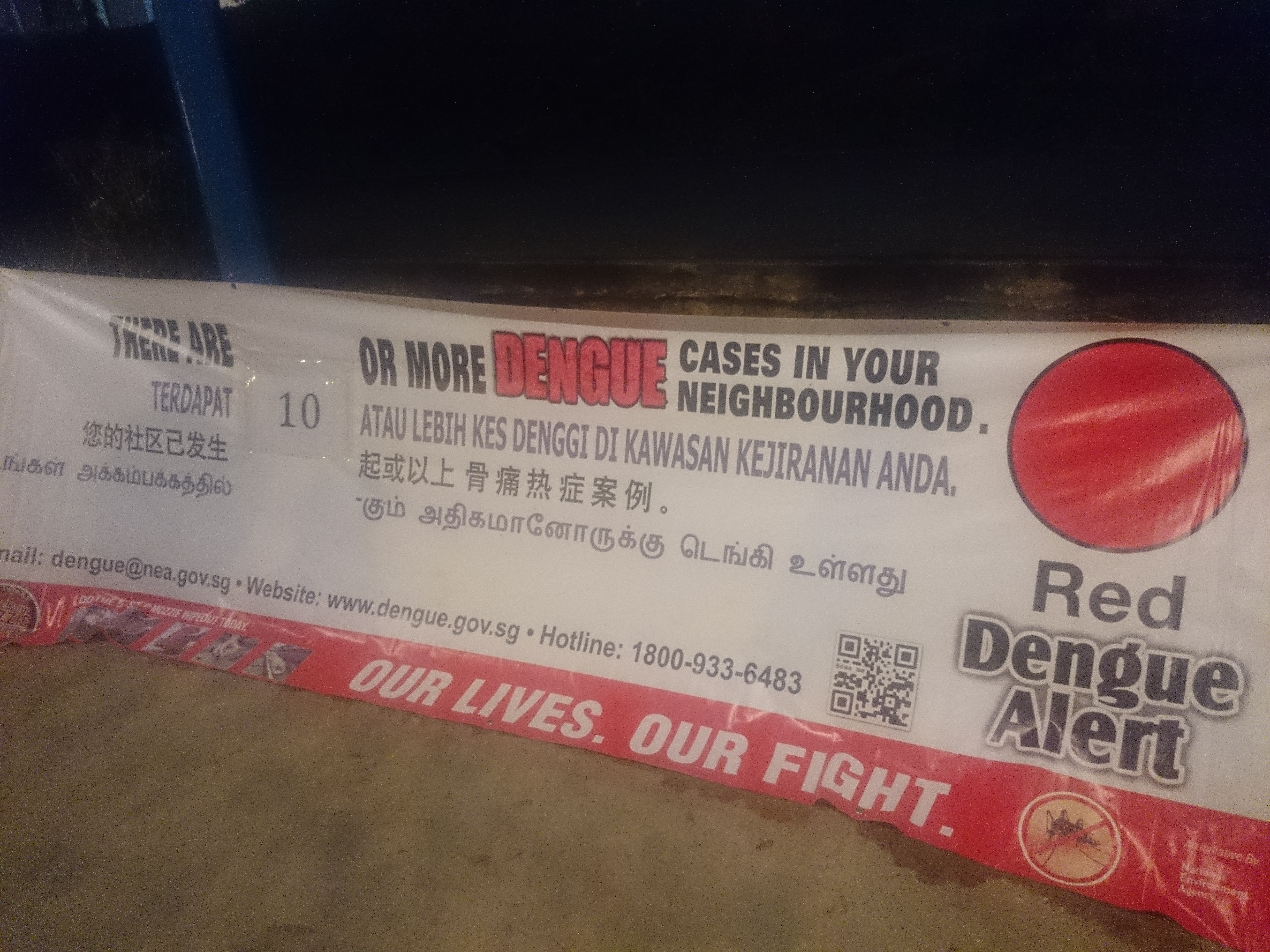
シンガポール，Tempinesのデング熱警告ポスター

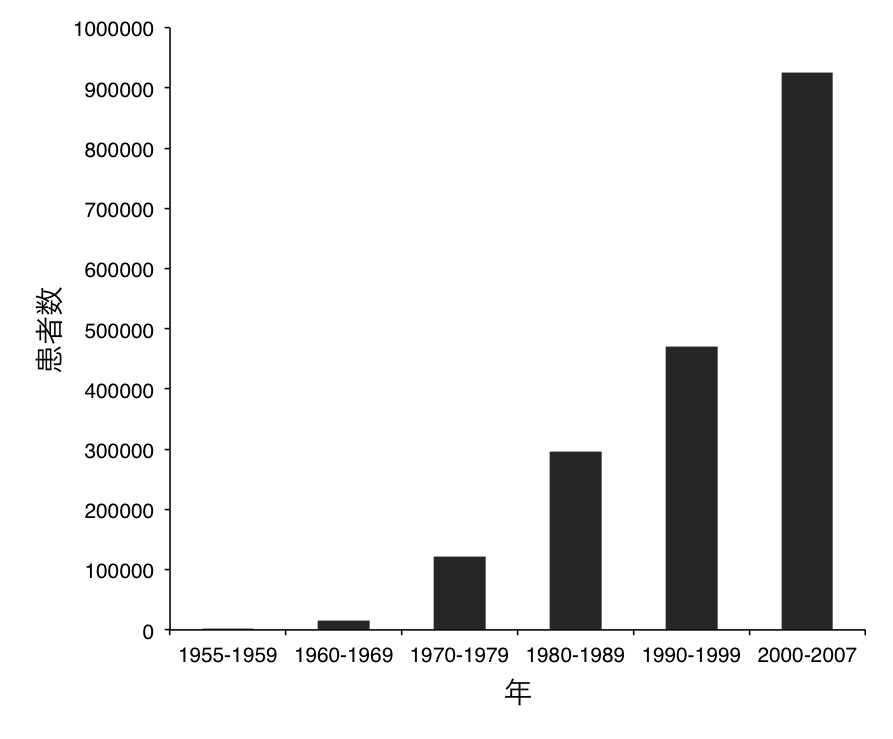
WHOに報告されたデング熱およびデング出血熱の年間平均件数

デング熱の流行（デングねつのりゅうこう）は世界的に発生しており、発生率は1960年 - 2010年の間で30倍に増加した。これは、都市化、人口増加、海外旅行の増加、地球温暖化が原因とされている。デング熱が流行している地域は赤道付近に分布しており、そこに住んでいる人々は合計25億人にのぼり、このうち7割以上の約18億人がアジアと太平洋の流行地域に住んでいる。本項ではデング熱の世界的流行と各国の状況を解説する。

## デング熱の世界的流行
多くのアルボウイルスと同様にデングウイルスは、吸血媒介動物や脊椎動物宿主の周りに自然と集まる。ウイルスは、メスのヤブカ（ネッタイシマカ以外の種）から、その子孫や下等霊長類へと伝播することで、東南アジアやアフリカの森林に留まる。ウイルスがいる農村部では、ネッタイシマカやヒトスジシマカなどその他のヤブカの種によって、ウイルスがヒトへと伝播する。都市部では、家屋に潜むネッタイシマカによって、主にウイルスがヒトへと伝播する。下等霊長類やヒトが感染した場合、伝播するデングウイルスの数は大幅に増加する。これを遺伝子増幅と呼ぶ。
ヒトへの感染にとって、最も大きな脅威となっているのは、都市におけるデングウイルスの寄生と感染のサイクルであり、このため、デング熱感染症は、主に町や都市に限られている。ここ数十年で、流行地域の村、町、都市が拡大し、ヒトの移動が増加したことによって、ウイルスの流行と伝播するウイルスの数が増え続けている。
デング熱は、かつて東南アジアに限定されていたが、現在は中国南部、太平洋やアメリカ諸国にまで広まっている。シンガポールでは毎年4000-5000件のデング熱、ないしデング出血熱が報告される。2004年にはデングショック症候群により7人が死亡した。2007年雨季にはアンコール遺跡観光拠点の町シェムリアプなどで主に子供を中心として流行が認められた。
2007年10月、中華民国（台湾）南部の台南市において511人の感染が報告された。特に2010年はインドネシアが79例（うち51例がバリ島）で、その他インド、フィリピン、タイでの感染事例が多く報告された。
ハワイ州では、1940年代にネッタイシマカが根絶されてデング熱も60年間発生していなかったが、2001から2002年にかけて流行し、122人の患者が発生した。2014年にはフィジーにおいても発症が広まり1万人以上が感染し11人が死亡した。他にもアメリカ合衆国の南部、ボリビア、ブラジル、パラグアイ、サモアなどで感染事例が報告されている。
デング熱は、さらにヨーロッパにまで脅威をもたらす可能性がある。

### 日本での流行
- 1950年代以前
  - 日本でも太平洋戦争中に、東南アジアや南太平洋から帰国した感染者によって持ち帰られたデングウイルスが、日本にも生息するヒトスジシマカによって媒介され、長崎市・佐世保市・広島市・神戸市・大阪市など西日本で流行し、20万人が発病したことがある[20][21][22]。長崎での流行は、当時堀田進らが報告した[23]。また、堀田らは、長崎のデング熱患者からデングウイルスを分離することに成功した[24]。その後、ボウフラ発生源になる水溜りに対して徹底的な駆除対策を行ったため、2014年（平成26年）まで日本国内での流行は無かった[25]。
  - ただし、世界からの輸入感染症（海外で感染して日本でデング熱を発症する症例）は、毎年100例前後（2010年は245症例）報告されている[25]。
- 2013年（平成25年）
  - 2013年9月には、51歳のドイツ人女性が、8月19日から31日までの日本旅行からドイツ帰国後にデング熱を発症した。この女性は往復とも直行便の旅客機を利用し、8月21日から24日の間に滞在していた山梨県笛吹市で蚊に刺されたと述べていることから、厚生労働省は「日本国内感染の可能性を否定できない」とした[26][27]。

- 2014年（平成26年）

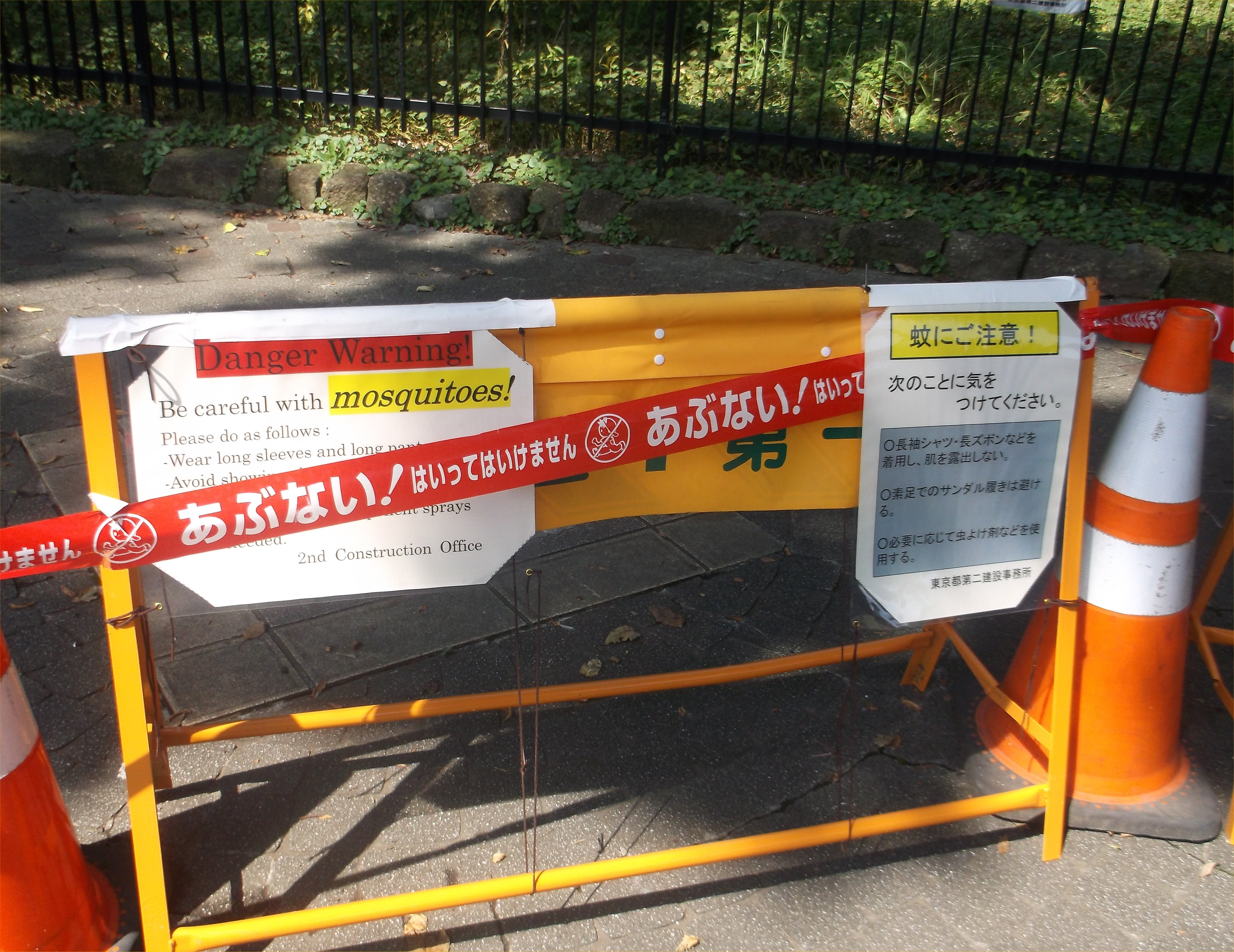
代々木公園周辺に貼られた、デング熱と蚊に対する注意を促す掲示板。(2014年9月13日撮影)

  - 8月27日、厚生労働省はデング熱の患者1名を確認した事を発表した[28]。この患者は海外渡航歴が無く、日本で感染したものと見られており、デング熱の国内感染が確認されるのは、1945年以来69年ぶりである。
  - 8月28日、厚生労働省は新たに2名の患者が確認されたことを発表した[29]。
  - これら3例は、「東京都渋谷区の代々木公園で、蚊に刺されて感染した」と仮定されている。
  - 9月1日、TBSテレビが同局のテレビ番組『王様のブランチ』に出演している青木英李と紗綾がデング熱に感染していたことを公表した。8月21日に代々木公園で行った同番組のロケ中に蚊に刺された事が原因と見られている[30]。
  - 9月第1週には、60名を超える感染者が確認された[31]。
  - 9月4日、東京都庁は、代々木公園で採取されたヒトスジシマカからデング熱ウイルスを検出したことから、公園の約8割を封鎖して駆除作業に入った[32]。
  - 9月4日、代々木公園に隣接するNHK放送センターの職員ら2名がデング熱に感染したことが報告された[33]。のちに、感染した職員はNHK『クローズアップ現代』にて、症状を証言している。
  - 9月5日、新宿中央公園でもデング熱に感染したと見られる患者が確認された。9月9日には最近東京を訪れたことがなく、海外への渡航歴もない千葉県の男性がデング熱に感染していることが明らかになり、東京以外にもウイルスを持つヒトスジシマカが広まっていることが判明した。
  - 9月第2週末には、報告感染者が15都道府県で100人を超えた。
  - 9月19日、上野公園で感染した患者が発見され、同日に上野恩賜公園で蚊の駆除が行われた。9月25日には隅田公園、9月26日には中目黒公園で患者が発生した[34][35][36]。
  - 厚生労働省によれば、2014年9月10日にデング熱を発症した男性は、同じ1型であるものの、これまでに確認されていたデングウイルスと遺伝子の配列が異なるものが確認されたことが9月29日に判明した[37]。
  - 流行しているウイルスはすべてデングウイルス1型であることが、国立感染症研究所によって確認されている[38]。
  - 10月末までには新たな感染者の報告は無くなり、感染者の合計は160名と報告された[39]。

#### 1人目患者発見の背景
1人目の患者は、2014年8月20日に約40℃の発熱と全身の痛みを訴え、さいたま市内の病院に救急車で緊急搬送された。両下肢に多数の虫刺され痕があり、入院5日目までに伝染性単核球症、伝染性紅斑等のウイルス感染症、全身性エリテマトーデス、重症熱性血小板減少症候群（SFTS）等を疑い、検査を行ったが確定には至らなかった。受け入れた病院の医師は、デング熱輸入症例を経験していたことから、デング熱迅速検査キットDENGUE NS1 Ag STRIP（Bio-Rad社）とDengue Duo Cassette（Panbio社）を保有（診療報酬適用外）していたため、入院6日目（8月25日）にデング熱の検査を行い、迅速検査キットで陽性の結果を得た。
病院は、さいたま市保健所へデング熱発生届を提出し、代々木公園を感染地とするデング熱の症例が複数発生している可能性が懸念される旨、報告を行った。8月26日には、国立感染症研究所（感染研）で確認検査が行われ、血清からリアルタイムPCR（TaqMan法）でデングウイルス1型遺伝子が検出された事で、厚生労働省から国内感染デング熱症例として公表された。
なお、デング熱の確定診断が迅速に行えた背景には、「2013年8月に日本を周遊したドイツ人が帰国直後にデング熱を発症し、日本での感染が疑われる」との報告が2014年1月にあったことと、輸入感染症を経験した診療歴があり、経験が生かされていた事による。

### インドでの流行
インドのデング熱感染者数は世界一である。
2015年に年間5万人を超える過去最多の感染者数を更新する大流行がみられた。背景には、インドの急激な人口増や無秩序な都市化など、感染拡大の条件がそろっている点とされる。近年は外資系企業の進出が増加しており、人の往来が増えたため、他国に拡散するリスクも高まっている。
2013年にイギリスでデング熱患者が前年より60%近く増えたときは、インドに渡航したことで感染した人が多かった。インド中央政府は、医療施設に感染者の受入れを要請する程度と、対応は限定的である。2015年に死者を含む被害を出したニューデリー市内の保健衛生設備は貧弱で、毎日数千人の患者が訪れるが、対応出来ない状況に苦慮しているという。（インドでは公共衛生に投じる予算は、現在2015年GDPの1%である）

### バングラデシュでの流行
2023年には、バングラデシュで記録的な流行が見られ、同年10月までの間に死者が1000人、感染者数も20万人を超える規模となった。

### 中国での流行
中国広東省での2013年の患者数は、8月に674人、9月に1,269人、10月に1,473人、11月に922人等、計4,633人であった。
以下に同地区での2014年の流行について、時系列的に示す。
| 月日     | 患者数（人） |
| -------- | ------------ |
| 7月30日  | 46           |
| 9月7日   | 1,145        |
| 9月22日  | 6,089        |
| 9月27日  | 10,743       |
| 10月6日  | 21,527       |
| 10月12日 | 30,325       |
| 10月19日 | 37,525       |
| 10月24日 | 40,339       |

### インドネシアでの流行
デング熱はインドネシアの風土病の一つと位置づけられている。1960年代から各地で流行が散発し、2000年以降報告数が増えている。
最初の感染例は1968年で58人の感染者数中24人の死者と致死率が高かった。その後
インドネシア保健省では、ジャワ島とスマトラ島の全域とバリ島などで、大規模なデング熱の流行があり、14000人以上が感染、約260人が死亡したと発表された。インドネシアでは初回感染で重症化するケースが散見される。ジャカルタの在留邦人からも毎年発症者が出ており、バリ島やロンボック島からシンガポールへ緊急移送された邦人の重症化事例も複数ある。特に雨季には毎年多くの人が感染・発症し、病院のベッドが足らず、廊下にストレッチャーを置いて患者を収容する映像がテレビニュースで見られるほどの流行がみられる。
2011年6月15日、ジャカルタにてASEANデングデーを開催、ASEANとWHOを呼んでデング熱対策を地域で協力して進めていくことを呼びかけた。
なおデング熱にかかった際の水分補給としてポカリスエットを使っていた顧客がおり、大塚製薬が病院を回って、医師や看護師にポカリスエットの特徴と効果を地道に説明し、患者に配る活動を進めた結果、病院が勧める飲料として定着したという説がある。
同国では薬局に、パナドールやパラセタモールなどアセトアミノフェンの解熱剤が流通しており、対症療法として有効である。また蚊の忌避剤（クリーム、スプレー）が流通しているので、外出時・旅行時に塗ること。

## 台湾での感染
2015年に流行がみられた。中華民国衛生当局は同年10月14日、台湾での同年5月以降のデング熱感染による死者が106人となったと発表した。死者が100人を超えたのは2015年が初めてである。中華民国では今年のデング熱感染者数が過去最高となり、なお増えている。地域としては台南市が19,621人、高雄市が3,796人と南部2市が突出。このため中華民国衛生福利部は、流行の中心地である台南市に対策本部を設置し、消毒などの対応を強化した。当局は、高齢者が死亡するケースが多いと注意喚起している。10月13日時点の死者を含む感染者は計2万3,821人